# Erik Leonard Bore
Erik Leonard Bore, född 30 januari 1863 i Svedvi församling, död 20 augusti 1921 i Gällivare församling, var en svensk präst och författare.

## Biografi
Bore var son till godsägaren i Skällby Lars Erik Svensson och dennes maka Anna Kristina Andersson. Bore avlade folkskollärarexamen i Lund 1885 och filosofie kandidatexamen 1888. Han studerade teologi 1892–1893 och genomgick provår för läroverkstjänstgöring 1893–1894 och verkade som adjunkt vid Stockholms realläroverk 1894. Bore prästvigdes i Härnösand samma år och utnämndes till gruvpredikant i Malmberget. Han utnämndes till komminister i Gällivare 1899, till kyrkoherde där 1904 och till kontraktsprost i Lappmarkens tredje kontrakt 1909.

### Familj
Bore var gift med Maria Teresia Augusta Öqvist, med vilken han hade tre barn.